# Valencia CF Mestalla
Valencia CF Mestalla, ook wel Valencia B of CD Mestalla genoemd, is het tweede elftal van Valencia CF. Alle spelers hierin zijn jonger dan 25 jaar. Het merendeel is afkomstig uit de jeugdopleiding (cantera). Thuiswedstrijden worden afgewerkt in het Ciudad Deportiva de Paterna.

## Geschiedenis
Het team werd op 6 september 1944 als een zelfstandige club opgericht onder de naam Club Deportivo Cuenca. In 1991 werd CD Cuenca het tweede elftal van Valencia CF en kreeg daardoor de naam Valencia B. Sinds 2006 draagt het team de naam Valencia CF Mestalla.
Valencia CF Mestalla speelde, onder verschillende namen, in totaal eenentwintig seizoenen in de Segunda División A en vijftien seizoenen in de Segunda División B. De overige jaargangen was het team actief in lagere divisies. In het seizoen 2006/2007 speelde Valencia CF Mestalla in de Segunda División B, nadat het in 2006 op de tweede plaats eindigde in de Tercera División en vervolgens via de play-offs wist te promoveren. Na een jaar degradeerde de club weer uit de Segunda División B nadat het de degradatiewedstrijden tegen Real Valladolid B verloor. In 2008 keerde het team terug naar de Segunda B, maar hield het weer maar twee seizoenen uit. Daarom kwam de club vanaf het seizoen 2010/2011 terug uit in de Tercera División.  Het eerste seizoen wordt de promotie weer afgedwongen waardoor de ploeg vanaf het seizoen 2011/2012 terug plaats neemt in de Segunda División B.
Tijdens het overgangsseizoen 2020/21 waren de resultaten niet zo goed en zo verdween de ploeg uit het derde niveau van het Spaanse voetbal en viel terug op het vijfde niveau, de Tercera División RFEF.  Tijdens het daaropvolgende seizoen 2021/22 werd de ploeg kampioen en steeg zo naar de Segunda División RFEF.
CD Alcoyano ·
Atzeneta UE ·
FC Andorra ·
CF Badalona ·
FC Barcelona Atlètic ·
UE Cornellà ·
RCD Espanyol B ·
Gimnàstic · 
Hércules CF · 
UD Ibiza ·
CF La Nucía ·
Atlético Levante UD ·
CE L'Hospitalet ·
UE Llagostera ·
Club Lleida Esportiu · 
UE Olot · 
Orihuela CF ·
SCR Peña Deportiva ·
AE Prat ·
Valencia CF Mestalla · 
Villarreal CF B ·